# Harvgrund
Harvgrund är ett skär i Åland (Finland). Det ligger i Skärgårdshavet och i kommunen Sund i landskapet Åland, i den sydvästra delen av landet. Ön ligger omkring 19 kilometer nordöst om Mariehamn och omkring 260 kilometer väster om Helsingfors.
Öns area är 0,8 hektar och dess största längd är 150 meter i sydöst-nordvästlig riktning. Närmaste större samhälle är Jomala, 15,3 km väster om Harvgrund.